# Ernani
Ernani er en opera i fire akter af Giuseppe Verdi. Den italienske libretto, der bygger på skuespillet Hernani af Victor Hugo, er skrevet af Francesco Maria Piave.
Operaen blev uropført på Teatro La Fenice i Venedig den 9. marts 1844. Ernani opføres hyppigt. Der findes flere indspilninger af den.